# Alexander Grothendieck
Alexander Grothendieck (tiếng Đức: [ˈɡroːtn̩diːk]; tiếng Pháp: [ɡʁɔtɛndik]; 28 tháng 3 năm 1928 – 13 tháng 11 năm 2014) là một trong những nhà toán học có ảnh hưởng lớn nhất trong thế kỷ 20. Ông đóng góp chính cho sự phát triển cách mạng của lĩnh vực hình học đại số, cũng như đóng góp lớn cho lý thuyết số, lý thuyết phạm trù và đại số đồng điều, ngoài ra còn là những thành tựu ban đầu của ông trong giải tích hàm. Ông được trao huy chương Fields năm 1966. Năm 1988 ông cùng với Pierre Deligne được trao Giải Crafoord, nhưng Grothendieck đã từ chối nhận giải.
Grothendieck là một nhà toán học nổi bật với cách tiếp cận trừu tượng trong toán học và chủ nghĩa hoàn hảo của ông trong các công thức và biểu diễn. Quả thực là sự tăng lên về sự trừu tượng và hình thức hóa trong toán học thuần túy trong thế kỷ 20 là một phần trong sự ảnh hưởng của ông. Tương đối ít các nghiên cứu của ông được công bố sau năm 1960 trên các tạp chí hàn lâm, và thường lưu hành dưới dạng các bài viết trong các hội thảo; sự ảnh hưởng của ông không chỉ trong toán học mà còn mở rộng đến cá nhân của các nhà toán học, như ảnh hưởng đến các nhà toán học Pháp và trường phái Zariski ở đại học Harvard.
Tháng 11 năm 1967, trong chiến tranh Việt Nam, ông nhận lời mời từ các nhà toán học Việt Nam, đến Hà Nội làm việc và giảng dạy tại trường sơ tán. Sau đó ông đề xuất đề tài và hướng dẫn (từ Pháp) Hoàng Xuân Sính (ở Việt Nam) thực hiện luận án tiến sĩ.
Theo những lời kể của giáo sư Nguyễn Hữu Việt Hưng, Grothendieck được biết đến như là một người đa tình.
Ngoài ra ông còn chứng minh định lý tồn tại một nền toán học Việt Nam.

## Tuổi thơ và thời đi học
Cha của Grothendieck là Alexander Shapiro, một người Do Thái sống ở Ukraina. Ông là người vô chính phủ và tham gia nhiều cuộc nổi loạn chống Sa hoàng, đã từng bị bắt nhiều lần và kết án tử hình nhưng trốn được. Năm 1921, ông đổi tên thành Alexander Tanaroff và rời khỏi nước Nga. Ông gặp Johanna (Hanka) Grothendieck, một phụ nữ xuất thân trung lưu, và nhà toán học ra đời vào năm 1928.